# Dookie
Vous lisez un « article de qualité » labellisé en 2018.
Albums de Green Day
Kerplunk!
(1992) Insomniac
(1995)
Singles
1. Longview
Sortie : 1er février 1994
2. Basket Case
Sortie : août 1994
3. Welcome to Paradise
Sortie : 4 octobre 1994 (radio)
4. When I Come Around
Sortie : janvier 1995
5. She
Sortie : 5 mai 1995 (radio)

Dookie est le troisième album studio du groupe californien de punk rock Green Day, sorti le 1er février 1994. Premier album du groupe produit par un label majeur, Reprise Records, il est enregistré en trois semaines aux studios Fantasy avec le producteur Rob Cavallo à la fin de l'été 1993.
Apprécié des critiques musicaux, l'album est porté par les singles Longview et Basket Case. Il connaît un succès commercial inattendu, atteignant notamment la 2e place du classement Billboard 200 et remportant même le Grammy Award du meilleur album de musique alternative. Il se vend à plus de 27 millions d'exemplaires à travers le monde dont 20 millions aux Etats-Unis et est désormais disque de diamant au Canada et double disque de diamant aux Etats-Unis, ainsi que détenteur de certifications dans de nombreux autres pays. La tournée qui accompagne l'album est émaillée par quelques incidents et excentricités du trio.
Après plusieurs années dominées par le grunge, le disque apporte un son plus vif et plus mélodique, avec des paroles sans prétention qui touchent un public universel et permet au groupe d'accéder à une popularité mondiale. Considéré comme l'un des albums marquants des années 1990 et du rock en général, il relance également l'intérêt du grand public pour le punk et influence une nouvelle vague de groupes reliés à ce mouvement, tels que Blink-182, Sum 41, Rancid ou encore Fall Out Boy.

## Génèse

### Contexte
Billie Joe Armstrong et Mike Dirnt, amis au collège, forment le groupe de college rock Sweet Children à 14 ans en 1986 dans la banlieue d'Oakland et commencent l'année suivante à se produire sur la scène du club punk du 924 Gilman Street, à Berkeley,. Ils y rencontrent John Kiffmeyer d'Isocracy et celui-ci les rejoint à la batterie en 1988, permettant à la formation de gagner en exposition. Ils obtiennent ainsi un contrat avec le label indépendant Lookout! Records cette même année, publient leur premier maxi 1,000 Hours en avril 1989, puis deviennent Green Day fin mai en raison de leur affection pour le cannabis. Leur premier album studio, 39/Smooth, sort un an plus tard. Kiffmeyer quitte la formation fin 1990 pour entrer à l'université. Armstrong et Dirnt approchent alors Tré Cool pour le remplacer temporairement, puis définitivement après la sortie du deuxième album, Kerplunk!, en janvier 1992.
Avec le succès rencontré dans le milieu indépendant par leurs deux premiers albums, vendus à 30 000 unités chacun, Green Day attire l'attention d'importants labels tels que Sony, Warner, Geffen et Interscope,. Le groupe se sent alors prêt à signer pour une major, Armstrong expliquant : « nous avons l'impression que c'est notre chance. Nous travaillons vraiment dur pour ça, nous croyons en nous-mêmes et nous allons le faire ». Ils déclinent plusieurs propositions parce qu'ils souhaitent garder le contrôle artistique sur leurs chansons et ne veulent pas qu'on leur impose une vision qu'ils ne partagent pas, jusqu'à leur rencontre avec Rob Cavallo, A&R pour Reprise Records, filiale de Warner,. Après les avoir auditionnés pendant quarante minutes sur des reprises des Beatles, Cavallo prend sa guitare et l'audition tourne à la jam session. En plus du fait qu'il sache jouer, Armstrong est impressionné par son travail avec The Muffs, un autre groupe de punk rock californien. Ils affirment plus tard qu'il « était le seul avec qui on pouvait vraiment communiquer »,,. Le groupe se sépare à l'amiable de Lookout! et signe en avril 1993 un contrat avec Reprise pour cinq albums, avec Cavallo en producteur sur le premier, contrat qui prévoit de plus que Lookout! conserve les droits de leurs deux premiers albums,,. Cela leur vaut d'être considérés comme des vendus par nombre de fans de la première heure et par la scène punk locale, dont le très influent fanzine Maximumrocknroll,,.

### Enregistrement et production

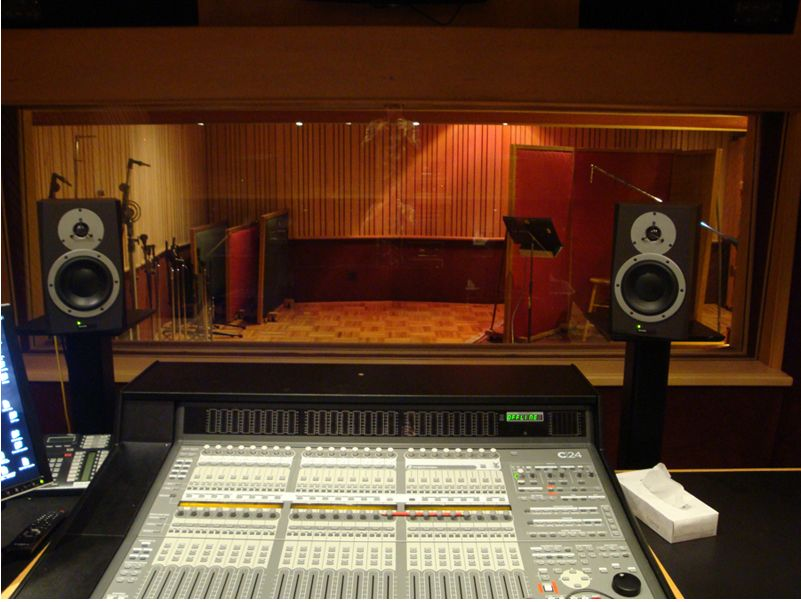
L'album est enregistré aux studios Fantasy.

Après un dernier concert en tant que groupe indépendant le 24 septembre 1993 au 924 Gilman Street,, Green Day réalise une démo des chansons She, Sassafras Roots, Pulling Teeth et F.O.D. sur le magnétophone quatre pistes d'Armstrong et l'envoie à Cavallo. Celui-ci a le sentiment qu'il est « tombé sur quelque chose d'énorme » et accueille le groupe aux studios Fantasy de Berkeley pour trois semaines à la production,. Il reconnaît néanmoins que le trio a du mal à se libérer et explique qu'ils « sont angoissés parce qu'ils n'ont jamais été produits avant, ils ont passé seulement trois jours consécutifs en studio pour Kerplunk! ». Pour détendre l'atmosphère, il les invite au bar du restaurant mexicain en bas de la rue, même si Tré Cool n'a pas encore l'âge légal pour boire de l'alcool. Armstrong admet qu'« ils étaient nerveux à leur entrée en studio, comme des enfants dans un magasin de bonbons », d'autant plus qu'ils avaient entendu que des labels disaient à des groupes « c'est mauvais, recommencez ». Ils se sont dit « on se fiche des autres, on enregistre le disque et c'est fini ». L'expérience se passe finalement bien et le chanteur explique que ça lui a permis « d'apprendre à composer de bons morceaux, d'avoir une meilleure tonalité à la guitare et de plus s'appliquer dans son chant ». Armstrong enregistre le chant de seize ou dix-sept chansons en deux jours, la plupart en une seule prise,. Pour Longview, Cavallo teste un fond sonore avec la voix d'un médecin qui parle de l'impuissance sexuelle, mais cette version n'est pas retenue,.
L'album est ensuite mixé deux fois fin 1993 à Los Angeles par Jerry Finn, car le groupe et Rob Cavallo ne sont pas satisfaits de la première version,. Armstrong affirme que le groupe voulait créer un son très sec, « semblable à celui de Never Mind the Bollocks, Here's the Sex Pistols ou du premier album de Black Sabbath ». Parmi les morceaux non retenus pour l'enregistrement de l'album figure Good Riddance (Time of Your Life), qui sera l'un des singles de l'album Nimrod (1997).

## Parution et accueil

### Sortie, promotion et succès commercial
Alors qu'ils répètent dans la maison qu'ils louent à Berkeley à la fin de l'année 1993 en prévision de la tournée, le groupe est convié dans les locaux de la Warner à Los Angeles pour définir la stratégie marketing autour de l'album avec le directeur de la branche de l'époque, George Weiss. Celui-ci s'attend à rencontrer trois jeunes méprisants, alors qu'ils sont en réalité intimidés d'être invités dans « ce bâtiment énorme plein de disques d'or et de légendes de l'industrie musicale ». Ils discutent notamment du clip du premier single, Longview, réalisé par Mark Kohr et dont le but est de présenter le groupe au monde, ainsi que des espoirs autour de l'album : Cavallo espère alors en vendre au moins 200 000 unités, tandis que Tré Cool ambitionne le demi-million. La Warner sous-estime cependant la demande. Quand Dookie est publié le 1er février 1994, les 9 000 premiers exemplaires sont rapidement vendus, l'album se retrouvant en rupture de stock,. Les ventes sont malgré tout modestes et ce n'est qu'avec la diffusion du clip de Longview sur MTV, à partir du 22 février, que l'album commence à attirer l'attention, entrant peu après dans le classement Billboard 200 à la 127e place. Weiss explique qu'il y a plusieurs facteurs qui expliquent la réussite d'un disque et pour lui, « le clip très coloré qui plaît aux enfants de neuf ans » en est un majeur.
En mars, le groupe fait des apparitions dans les émissions télévisées Late Night with Conan O'Brien, The Jon Stewart Show et 120 Minutes sur MTV,. Les ventes s'envolent ensuite, le disque se classant deuxième du Billboard 200, premier des classements de ventes d'albums en Australie, au Canada et en Nouvelle-Zélande,, et figurant dans le top 10 de l'Allemagne, la Finlande, la Norvège, les Pays-Bas, la Suède et la Suisse,. En revanche, il ne dépasse pas la treizième place au Royaume-Uni, et la dix-neuvième position en France. Dookie est certifié disque d'or aux États-Unis le 14 juin 1994, soit plus de 500 000 exemplaires vendus en quatre mois, puis disque de platine le 17 août. Le Time aborde cette réussite dans une de ses éditions de juin, en expliquant que « c'est plus qu'un bon disque : au même titre que Nevermind, il est vu comme le manifeste d'une génération », évoquant « une musique faite pour les personnes aux hormones bouillonnantes et à la faible capacité de concentration ».
En août, Basket Case paraît en tant que second single de l'album, le clip passant rapidement en boucle sur MTV,. Début septembre, Green Day est nommé à trois reprises aux MTV Video Music Awards de 1994 pour le clip de Longview. Le groupe interprète pendant la cérémonie le titre inédit Armatage Shanks (présente sur l'album suivant), mais en repart bredouille,,. En octobre, la Warner estime que Welcome to Paradise a le potentiel pour faire de bonnes ventes et être le troisième single, mais Armstrong refuse car le morceau évoque une partie de sa vie et il ne se sent pas capable d'en faire un clip et la promotion. La chanson n'est finalement diffusée qu'à la radio et y rencontre beaucoup de succès, sans pour autant être vendue au public. À la fin de l'année, la formation est invitée dans le Saturday Night Live de Don Pardo, tandis que Dookie est élu meilleur album de l'année par les lecteurs du Rolling Stone, Basket Case étant 5e dans celui des singles. Lors de la 37e cérémonie des Grammy Awards tenue le 1er mars 1995 à Los Angeles, Green Day est nommé dans quatre catégories : celle du meilleur nouvel artiste, celle de la meilleure prestation vocale rock par un groupe ou un duo pour Basket Case, celle de la meilleure prestation hard rock pour Longview et celle de la meilleure prestation de musique alternative pour Dookie. Ils ne remportent que la dernière,. La chanson When I Come Around est publiée en janvier 1995 et le single reste en tête du Modern Rock Charts pendant sept semaines.
Sextuple disque de platine un an après sa sortie aux États-Unis, Dookie y dépasse les dix millions de ventes et y obtient donc un disque de diamant le 8 février 1999, après cinq ans de commercialisation. L'album a la même certification au Canada depuis le 21 novembre 1995, avec plus d'un million d'exemplaires vendus. Il est également quintuple disque de platine en Australie, quadruple disque de platine en Irlande, triple disque de platine au Royaume-Uni, ainsi que disque d'or et de platine dans de nombreux autres pays comme la France. Avec plus de 27 millions d'exemplaires vendus à travers le monde en 2024, c'est le plus grand succès de Green Day à ce jour.

### Accueil critique
L'album est globalement bien accueilli par la critique. Stephen Thomas Erlewine, d'AllMusic, lui donne 4,5 étoiles sur 5, le qualifiant d'« œuvre sidérale du punk moderne que beaucoup ont essayé de copier mais que personne n'a égalé ». Jon Pareles, du New York Times, écrit que « le punk se transforme en pop avec ces chansons rapides, amusantes, accrocheuses et puissantes […] l'apathie a rarement sonné de façon aussi passionnée ». Paul Evans, de Rolling Stone, estime que Green Day « retrouve l'esprit de 1976 » et se montre « convaincant car il a conservé les anti-valeurs prétentieuses du punk : accusation, auto-apitoiement, haine de soi arrogante, humour, narcissisme et plaisir », « restituant le vide politique adolescent avec l'humour pince-sans-rire le plus précis ». Le site Sputnikmusic lui donne 4,5 étoiles sur 5 et évoque des chansons « directes et entraînantes mais aussi sarcastiques et emplies d'autodérision », des lignes de basse « mélodiques et accrocheuses » et un jeu de batterie « de premier ordre » mais regrette que la deuxième partie de l'album comporte quelques chansons « ennuyeuses et répétitives » comme Sassafras Roots, Coming Clean et In the End.
Pour Robert Christgau, du Village Voice, le groupe contribue par son audace à faire vivre la musique punk, tandis que « la batterie est plus percutante » et « les structures plus délicates » que dans les albums précédents du trio. Helen Groom, de la BBC, évoque un album empli de « tempos frénétiques, guitares bruyantes, basses funky et textes énervés » et cite Welcome to Paradise, Basket Case, Longview, Burnout et Having a Blast comme ses points culminants, à l'inverse des dispensables Pulling Teeth, Emenus Sleepus et Sassafras Roots. Jesse Raub, d'Alternative Press, estime que le groupe a pu bénéficier d'une « production raffinée sans abandonner son punk débraillé » et qu'il « n'y a de faux pas dans aucune chanson » de cet « album mortel ». Pour le New Musical Express, avec « la batterie percutante, les guitares tranchantes et l'attitude provocatrice » de l'album, « être stupide n'a jamais été aussi amusant ». Marc Hogan, de Pitchfork, considère que les textes de Billie Joe Armstrong abordent « de façon trompeusement légère des sujets plus profonds » et qu'avec cet album « immature mais roublard, pop mais punk » quelque part entre « douceur et scatologie », Green Day a été pendant un temps « dans une classe à part ».
Christophe Deniau, de Music Story, lui donne 4 étoiles sur 5, estimant que « Green Day a remis au goût du jour avec Dookie le rock efficace et percutant de The Ramones et des Buzzcocks ». Le site albumrock lui donne 4,5 guitares sur 5, évoquant un « goût prononcé pour l’humour potache [qui] ne doit cependant pas occulter l’exceptionnelle qualité du disque, […] À partir d’un canevas inamovible et strictement limité à un nombre d’accords se comptant sur les doigts d’une main amputée, Green Day dégoupille d’authentiques joyaux mélodiques, aussi amers sur le fond qu’enjoués et railleurs sur la forme ». Le site forces parallèles délivre une critique négative, estimant que « Dookie se veut morveux, choquant, mais c’est du punk sans griffes, aussi inoffensif qu’une bombe puante et corrélativement plutôt ennuyeux » et que seul Basket Case « est vraiment au-dessus du lot ».

### Classements et certifications
| Pays                                      | Meilleure position (1994-95) |
| ----------------------------------------- | ---------------------------- |
| Allemagne (Media Control AG)              | 4                            |
| Australie (ARIA)                          | 1                            |
| Autriche (Ö3 Austria Top 40)              | 4                            |
| Belgique (Flandre Ultratop)               | 13                           |
| Belgique (Wallonie Ultratop)              | 13                           |
| Canada (Canadian Albums Chart)            | 1                            |
| Espagne (Productores de Música de España) | 6                            |
| États-Unis (Billboard 200)                | 2                            |
| Finlande (Suomen virallinen lista)        | 5                            |
| France (SNEP)                             | 19                           |
| Norvège (VG-lista)                        | 9                            |
| Nouvelle-Zélande (RIANZ)                  | 1                            |
| Pays-Bas (Mega Album Top 100)             | 5                            |
| Royaume-Uni (UK Albums Chart)             | 13                           |
| Royaume-Uni (UK Rock and Metal Chart)     | 1                            |
| Suède (Sverigetopplistan)                 | 3                            |
| Suisse (Schweizer Hitparade)              | 6                            |

| Pays                    | Ventes       | Certifications          |
| ----------------------- | ------------ | ----------------------- |
| Allemagne (BVMI)        | 750 000 +    | 3 × Or                  |
| Argentine (CAPIF)       | 60 000 +     | Platine                 |
| Australie (ARIA)        | 350 000 +    | 5 × Platine             |
| Autriche (IFPI)         | 20 000 +     | Platine                 |
| Belgique (BEA)          | 25 000 +     | Or                      |
| Brésil (ABPD)           | 100 000 +    | Or                      |
| Canada (Music Canada)   | 1 000 000 +  | Diamant                 |
| Espagne (PROMUSICAE)    | 100 000 +    | Platine                 |
| États-Unis (RIAA)       | 10 000 000 + | Disque de certification |
| Finlande (IFPI)         | 35 000 +     | Or                      |
| France (SNEP)           | 100 000 +    | Or                      |
| Irlande (IRMA)          | 60 000 +     | 4 × Platine             |
| Italie (FIMI)           | 50 000 +     | Or                      |
| Japon (RIAJ)            | 200 000 +    | Platine                 |
| Nouvelle-Zélande (RMNZ) | 15 000 +     | Platine                 |
| Pologne (ZPAV)          | 20 000 +     | Or                      |
| Royaume-Uni (BPI)       | 900 000 +    | 3 × Platine             |
| Suède (IFPI)            | 50 000 +     | Or                      |
| Suisse (IFPI)           | 25 000 +     | Or                      |

### Tournée
Entre l'enregistrement et le mixage de l'album, le groupe assure la première partie de plusieurs concerts de Bad Religion, ce qui lui permet de tester en live ses nouvelles chansons,,, mais aussi de jouer pour la première fois dans des salles de deux à trois mille personnes. Green Day entame une tournée aux États-Unis deux semaines après la sortie de Dookie, utilisant pour leurs déplacements un bibliobus appartenant au père de Tré Cool. De fin avril à début juin 1994, la formation part pour une tournée européenne, jouant une quarantaine de concerts au Royaume-Uni, en Allemagne, au Danemark, en Belgique, aux Pays-Bas, en Italie, en Espagne et en Suède. Leur popularité n'est cependant pas encore mondiale ; ils se produisent ainsi devant seulement deux cents personnes lors de leur prestation en Belgique. Cavallo enregistre malgré tout quelques chansons pour montrer aux trois jeunes hommes leur évolution sur scène, et qui pourraient également servir pour des faces B.
Après quatre années de relations tumultueuses, Armstrong demande la main d'Adrienne Nesser courant juin. Sachant que la tournée les empêche de planifier correctement leur mariage et leur lune de miel, ils se marient le 2 juillet 1994 à Berkeley en petit comité (les deux membres du groupe et leurs copines), la jeune mariée découvrant le lendemain qu'elle est enceinte. Le trio rejoint ensuite la deuxième partie du Lollapalooza, où sa récente notoriété en fait l'attraction principale alors que la programmation les fait toujours jouer en ouverture de la scène principale,,,. Ils ratent une date du festival itinérant pour se produire le 14 août au festival Woodstock '94, célébration pendant trois jours à Saugerties des vingt ans du célèbre festival original. Invité par les organisateurs pour gonfler les audiences, Green Day ne fait pas l'unanimité parmi les spectateurs, le punk ne correspondant pas vraiment au style musical de l'événement. Ainsi, alors qu'ils débutent tout juste leur concert par Welcome to Paradise après trois jours de pluie, le public n'apprécie pas le choix ironique de la chanson et lance de la boue sur le trio. Armstrong harangue la foule et cela dégénère en bataille de boue entre eux et le public, durant laquelle Dirnt est violemment projeté contre une enceinte par un garde de la sécurité qui l'a pris pour un fan, récoltant une blessure au bras et perdant deux dents. Diffusée en pay-per-view à des millions de personnes, cette prestation est fortement remarquée au niveau international et les ventes de Dookie s'envolent de nouveau après celle-ci,,.

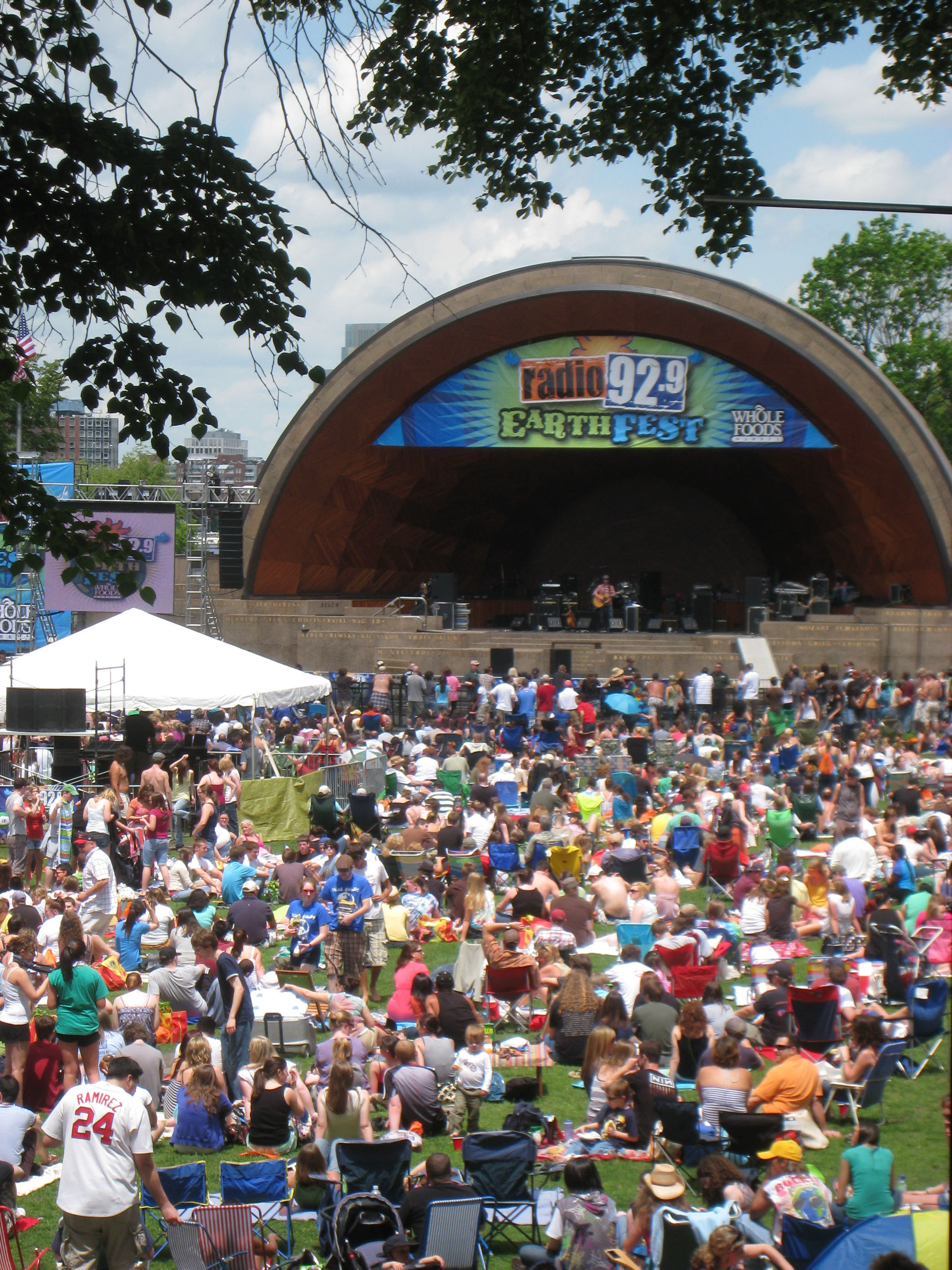
Le Hatch Shell de Boston où Green Day s'est produit le 9 septembre 1994.

Le 9 septembre 1994, la formation se produit lors d'un concert gratuit à Boston devant une foule survoltée de plus de 100 000 personnes. Pendant la première partie, les fans crient déjà « Green Day » et les organisateurs habitués aux groupes de reggae et de musique douce commencent à paniquer. Après plusieurs appels au calme dont quelques-uns d'Armstrong, le groupe débute sa prestation, mais le chanteur se laisse emporter par l'énergie du public et saute au milieu de celui-ci au cours du septième morceau, Longview. Les forces de sécurité, débordées et craignant que les rampes d'éclairage ne s'effondrent, interrompent alors le concert en coupant le courant. Le chaos qui s'ensuit déborde dans les rues et provoque de nombreuses arrestations et blessures,,. Green Day revient en Europe au cours du mois d'octobre, avec un changement évident par rapport à la tournée printanière : les salles dans lesquelles ils jouent sont bien plus grandes et la ferveur y est bien plus présente. Malgré leur nouvelle notoriété, le trio continue de pratiquer une politique de prix abordables avec des tarifs compris entre cinq et vingt dollars l'entrée. Green Day invite personnellement Die Toten Hosen, le plus célèbre groupe de punk allemand de l'époque, et Pansy Division, groupe de queercore sous contrat avec Lookout Records, plutôt que ceux proposés par la Warner pour les accompagner sur la tournée nord-américaine. Celle-ci s'achève le 5 décembre au Madison Square Garden de New York avec un concert organisé par la radio Z100 pour la lutte contre le SIDA, pendant lequel Armstrong interprète la chanson She tout nu, sa guitare lui tenant lieu de cache-sexe,,,,. Dans une interview donnée à Entertainment Weekly mi-décembre, Armstrong explique qu'ils terminent l'année « complètement épuisés, nous avons vraiment tout donné ». Il ajoute qu'il « a des problèmes d'insomnie, qu'il est difficile pour lui de dormir et qu'il espère pouvoir dormir jusqu'à la fin de l'année »,.

## Caractéristiques artistiques

### Thèmes et compositions
L'album évoque essentiellement « les frustrations, l'anxiété et l'apathie de la jeunesse » à travers des textes sans prétention qui touchent un public universel, le tout sur une musique pop punk au tempo rapide. Ainsi, le protagoniste de Burnout, une chanson rock « rapide et nerveuse », n'attend plus rien de la vie et se tient au bord de l'autodestruction, résumant clairement son état d'esprit dès le premier vers : « I declare I don't care no more » (« je déclare que désormais je m'en fous »). Armstrong explique qu'« à force d'être défoncé, il était mélancolique et avait besoin d'une personne pour partager ses sentiments ». Having a Blast est le récit d'un jeune homme prêt à se faire sauter comme un kamikaze, la colère du narrateur provenant d'une déception sentimentale,. Armstrong change de technique de jeu entre les couplets et le refrain pour refléter la tension croissante, alors que l'attitude extrêmement égoïste du narrateur est remise en question au cours de la chanson et finalement condamnée. Chump évoque la haine totalement irrationnelle qu'on peut ressentir envers quelqu'un qu'on ne connaît même pas, le protagoniste concédant que c'est peut-être lui le crétin (chump) au bout du compte. La guitare y a un son distordu qui rappelle le groupe Hüsker Dü, et la deuxième moitié de la chanson se résume à une jam session instrumentale à deux accords.
Longview traite de l'ennui et s'inspire de l'isolement que ressentait Armstrong à l'adolescence. Elle a par ailleurs attiré l'attention par ses allusions ouvertes à la masturbation. La chanson fait la part belle à la section rythmique, la guitare étant totalement absente lors des couplets, et s'inspire du blues et du jazz par son rythme shuffle. Dirnt affirme avoir composé sa ligne de basse, qui passe pour être la plus célèbre de la musique punk, une nuit où il était sous l'influence du LSD, les portions dont il se rappelait le lendemain figurant sur le morceau,. Cavallo explique que les paroles chantées avec le nez « devaient se rapprocher de ce que faisait Pink Floyd ». Welcome to Paradise est une reprise plus vive de leur deuxième album Kerplunk!, réenregistrée avec un son moins granuleux,. Elle parle de la difficulté de quitter le foyer parental et de perdre ses racines pour finalement s'adapter à son nouvel environnement, livré à soi-même et à la violence des rues. Commençant par un riff qui rappelle vaguement Complete Control de The Clash, cette reprise démontre ce qu'une « production de meilleure qualité et deux ans de pratique en plus peuvent apporter à une chanson ». Pulling Teeth, l'une des chansons les plus calmes de l'album, évoque avec humour noir la violence domestique, le conjoint tenant ici le rôle de la victime. L'inspiration du groupe pour cette chanson a été une bataille d'oreillers entre Dirnt et sa petite amie qui s'est terminée pour le bassiste par un choc violent contre une poutre et un coude cassé,.
Basket Case, l'un des plus grands succès de Green Day, évoque sans se prendre au sérieux les attaques de panique d'Armstrong et le sentiment qu'il avait de devenir fou avant qu'on lui diagnostique ce trouble anxieux,,. Utilisant la technique du palm mute, Armstrong est le seul à jouer pendant le premier couplet et jusqu'à la moitié du refrain avant que les autres instruments n'entrent en scène dans ce morceau « construit à la perfection afin de susciter une réaction émotionnelle viscérale chez l'auditeur ». Il passe volontairement de « elle » à « il » dans le troisième couplet en évoquant une prostituée afin de faire comprendre que « le monde n'est ni tout blanc, ni tout noir » et ajoute que le disque en général évoque beaucoup la bisexualité. She, Sassafras Roots et Chump évoquent toutes les trois une ex-petite amie de Billie Joe Armstrong, partie en Équateur, alors que When I Come Around parle de sa rupture avec une autre de ses petites amies, Adrienne Nesser, avec qui il se réconciliera et qu'il épousera quelques mois après la sortie de l'album. Présentant des ressemblances mélodiques avec Basket Case mais plus simple et rapide, She s'inspire de la pop des Beatles pour raconter l'histoire d'une jeune femme qui se sent prise au piège dans sa vie, combinant romantisme nostalgique avec énergie punk,. Morceau plus ironique, Sassafras Roots est un retour au style plus punk de Kerplunk! et évoque une relation amoureuse qui n'est au fond qu'une perte de temps pour les deux personnes,. Chanson la plus pop de l'album et assimilée à une ballade, When I Come Around (qui peut se traduire aussi bien par « Quand je reviens dans le coin » que par « Quand je change d'avis ») examine le double sens de son titre en racontant comment le protagoniste revient chez son ex pour réaffirmer qu'il est bien l'homme qu'il lui faut avant de remettre en question cette affirmation,.
Coming Clean traite de l'époque où Armstrong, alors adolescent, se cherchait encore sur le plan sexuel et n'avait pas d'orientation sexuelle bien définie. Elle exprime l'anxiété mais est surtout une « célébration de la découverte de soi et de l'honnêteté émotionnelle »,. Emenius Sleepus, écrite par Dirnt, évoque deux vieux amis qui se retrouvent par hasard et réalisent qu'ils ont tous deux beaucoup changé. In the End évoque la mère et le beau-père d'Armstrong, celui-ci reprochant à sa mère de l'avoir choisi. Brève, nerveuse, très simple au niveau des arrangements et aux airs de country, elle est jouée en staccato,. F.O.D., acronyme de Fuck Off and Die, commence calmement avec Armstrong seul à la guitare acoustique avant de se terminer dans une explosion, le protagoniste y exprimant son dégoût pour une personne indéfinie,. Après un blanc d'une minute, vient la piste cachée All by Myself, qui est entièrement interprétée par le batteur Tré Cool au chant et à la guitare sèche, et qui clôt l'album de façon irrévérencieuse, le narrateur venant se masturber dans la chambre d'une autre personne en l'absence de celle-ci.

### Titre et pochette
Le titre de l'album est un mot d'argot américain pour désigner la matière fécale et fait référence au fait que les membres du groupe souffraient souvent de diarrhée, qu'ils appelaient liquid dookie, quand ils étaient en tournée en raison de leur mauvaise alimentation. Le groupe voulait tout d'abord nommer l'album Liquid Dookie avant d'estimer que c'était trop grossier. Armstrong explique que « c'est venu d'un délire de junkie parce qu'ils fumaient beaucoup d'herbe à l'époque » et reconnaît que même si le titre a pu repousser des gens, ils l'ont globalement bien pris.

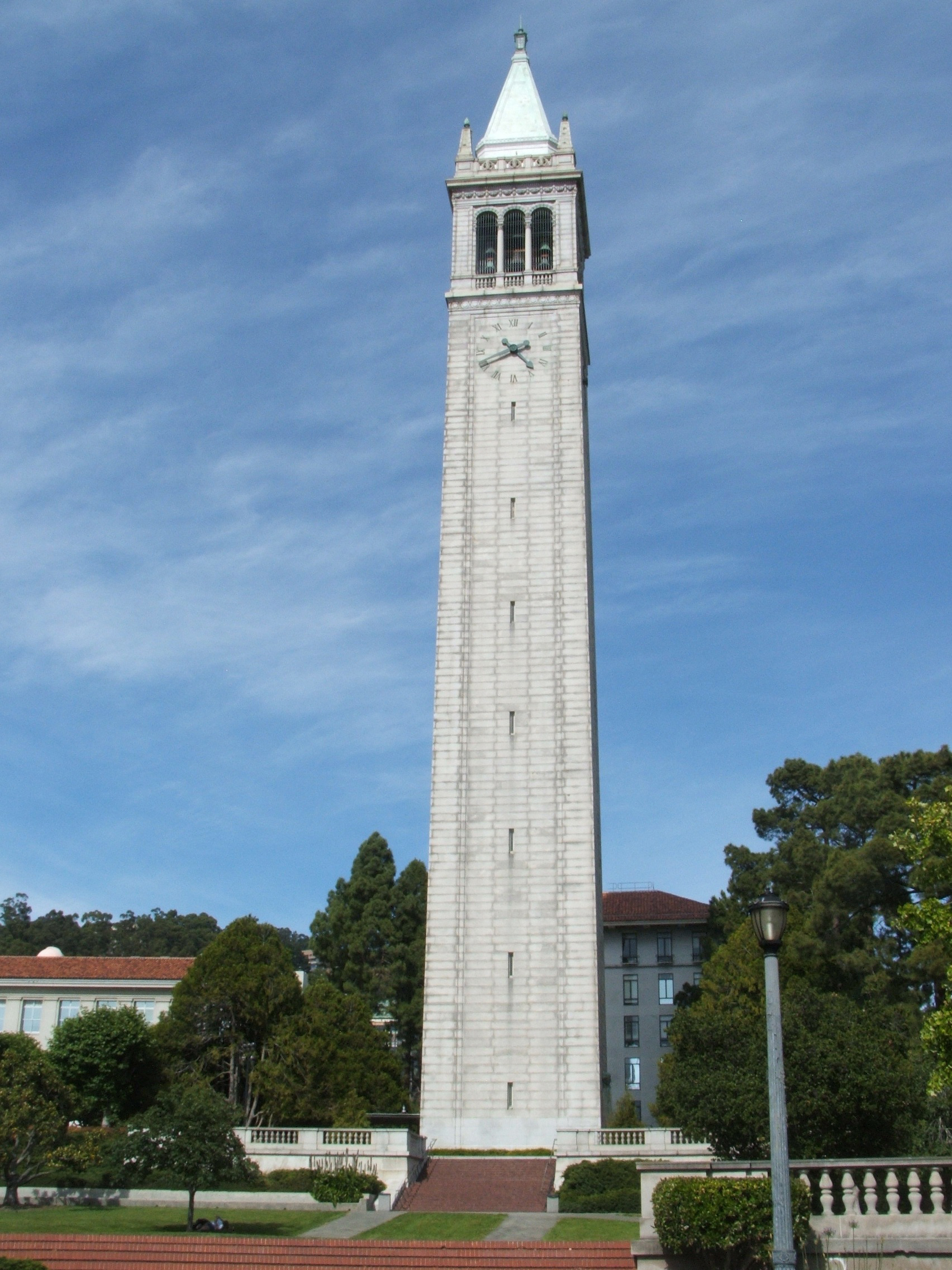
La Sather Tower est reproduite sur la pochette de l'album.

Lorsque le trio se rend à Los Angeles dans les locaux de la Warner pour discuter du marketing de l'album, le label souhaite profiter de l'apparence flatteuse des jeunes hommes pour afficher une photographie d'eux en pochette, mais ce n'est pas du tout la volonté du groupe. Weiss, le directeur marketing de Warner, explique qu'ils « avaient un bon département artistique, de bons photographes, de bons illustrateurs et des livres pour tout le monde. [...] Mais ce groupe venait d'une culture très spécifique et nous devions y faire honneur ». Les illustrations sont par conséquent de Richie Bucher, membre d'un groupe de punk de Berkeley et artiste de fanzine. Elles représentent une bombe tombant sur la région d'East Bay. La Sather Tower, les raffineries de Rodeo, Patti Smith montrant son aisselle poilue comme sur la pochette de son album Easter, une fusillade autour du cofondateur des Black Panther Huey P. Newton, la femme sur le premier album de Black Sabbath et Angus Young d'AC/DC figurent sur le dessin. Des amis des membres du groupe sont également présents parmi les personnages au premier plan sur lesquels des chiens et des singes jettent leurs excréments. Un chien pilote l'avion qui largue des bombes avec la mention Dookie inscrite dessus, tandis que le nom du groupe est écrit en marron au centre de l'explosion,,. Bucher raconte qu'Armstrong lui avait seulement dit que l'album s'appellerait Dookie donc il a travaillé autour du thème de la matière fécale : « je n'avais pas besoin de plus, j'ai eu une idée et je l'ai dessinée, avec un avion descendant en piqué et larguant de la merde. Puis j'ai vu des gens et je les ai dessinés. Les chiens sont quelque chose que j'associais aux excréments quand j'étais enfant [...] Et les singes au zoo, c'est tout ce dont je me souviens de quand j'étais enfant. Des trucs autour des excréments ». Au verso des premières copies du CD figurait une peluche d'Ernest, l'un des personnages principaux de l'émission pour enfants 1, rue Sésame, qui a ensuite été retouchée pour ne pas risquer un procès.

## Postérité
Dookie est cité comme le deuxième album rock le plus influent des années 1990, après Nevermind de Nirvana, parce qu'il a permis de ramener le punk au centre de la scène musicale pour le grand public, avec Smash de The Offspring sorti deux mois plus tard,,. Le NME avance que « son succès a montré aux dirigeants de labels et aux réalisateurs de films et séries télévisées que la révolution rock adolescente du début des années 1990 ne se résume pas au nihilisme sombre et aux morceaux rapides pleins d'angoisse : il a rendu le rock de nouveau amusant ». Lors du vingtième anniversaire de l'album, le Daily Beast partage cet avis, estimant qu'avant sa sortie « le rock signifiait grunge : lourd, monotone, sans humour et peu réjouissant, alors qu'il rime désormais avec quelque chose de brillant et de vif, plus mélodique et encore plus romantique ». Le site web ajoute que le disque « a laissé une marque indélébile sur la décennie et a rendu possible le mouvement pop punk. [...] Il a défini comment les gens s'habillent, dansent et passent leurs étés » et explique que « Odelay de Beck et OK Computer de Radiohead sont fantastiques, mais aucun autre disque n'a déclenché de raz-de-marée commercial comme celui provoqué par la sortie de Dookie ». Beaucoup considèrent que c'est grâce à cet album que Blink-182, Sum 41, Rancid, Good Charlotte, New Found Glory ou Fall Out Boy ont pu profiter d'une longue carrière, et de nombreux membres de ces groupes le citent comme une influence majeure,,. Dans la liste des albums qui n'auraient pas vu le jour sans Dookie dressée par le NME, All Killer, No Filler de Sum 41 et Enema of the State de Blink-182 y sont d'ailleurs présents, avec Tragic Kingdom de No Doubt, The Black Parade de My Chemical Romance ou encore The Fame de Lady Gaga, qui explique que Dookie est le premier album qu'elle a acheté et qu'elle décrit comme « emblématique ». Le succès international de leur album American Idiot dix ans plus tard y est évidemment lié.

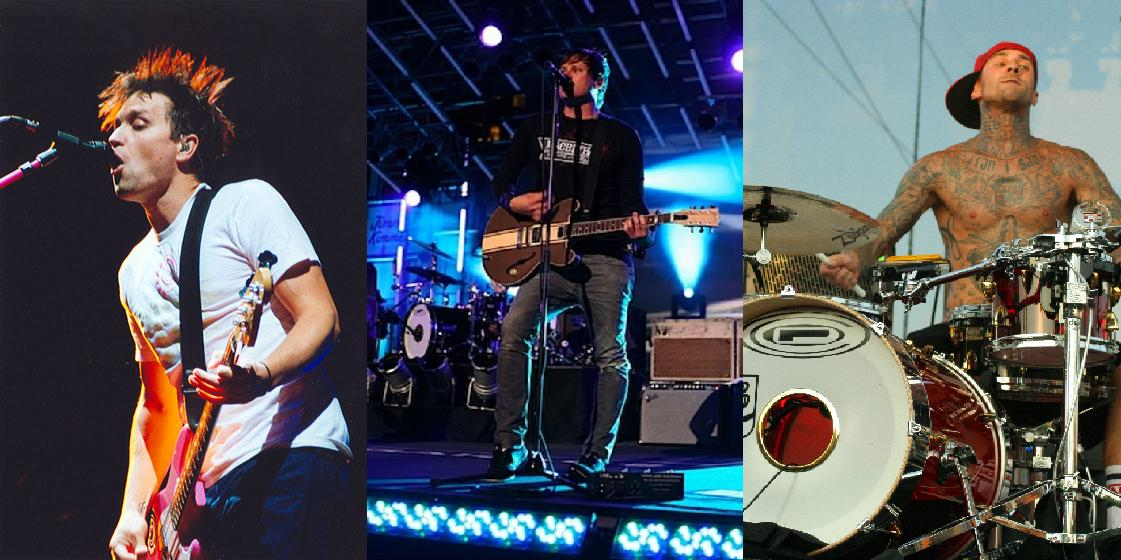
Blink-182 fait partie des groupes ayant pu percer en partie grâce au succès de Dookie.

Dès janvier 1998, l'album apparaît dans des classements établis par les magazines et sa popularité ne faiblit pas avec le temps. Ainsi, Kerrang! le place 33e de ses 100 albums à écouter avant de mourir. L'année suivante, Spin le place en 53e position de ses 90 meilleurs albums des années 1990, tandis qu'il fait partie des enregistrements essentiels des années 1990 listés par Rolling Stone. En 2001, Spin le met 42e de ses 50 albums punk les plus essentiels. Le 17 mars 2002, VH1 lui consacre un épisode dans Ultimate Albums, une série télévisée autour des albums les plus influents de l'ère CD (après 1985). La même année, il termine en 38e position des 100 meilleurs albums définis par les lecteurs de Rolling Stone. En 2003, il figure à la 193e place du classement des 500 meilleurs albums de tous les temps établi par ce même périodique, présenté comme « l'album qui a fait basculer les années 1990 dans le pop-punk ». Deux ans plus tard, Spin le classe 44e de ses 100 meilleurs albums sur la période 1985-2005, tandis que le Rock and Roll Hall of Fame l'ajoute en 50e position de The Definitive 200. Il fait partie des albums présents dans le livre Les 1001 albums qu'il faut avoir écoutés dans sa vie publié en 2006, avec en commentaire « les puristes du punk grincent encore des dents à l'écoute de ce disque révolutionnaire mais personne ne peut nier que Dookie a permis à Green Day de redonner vie à ce genre obsolète » grâce à une formule simple : « quelques accords puissants, un air entraînant, un zeste d'humour ironique, le tout accéléré au maximum ». Cette même année, Consequence of Sound le met en 61e position de ses 100 meilleurs albums de tous les temps et le décrit comme « un moyen de redonner de l'intérêt aux légendes du punk et de donner aux ados une occasion de se rebeller sans véritables raisons au milieu des années 1990 ». Dans leur édition spéciale en 2006, Classic Rock et Metal Hammer l'ajoutent à leur liste des 200 meilleurs albums des années 1990. Dookie fait aussi partie de la Discothèque parfaite de l'odyssée du rock de Gilles Verlant et Thomas Caussé publiée en 2009, qu'ils décrivent comme un « concentré de pop punk parfaite » avec « de grandes chansons mariant riffs efficaces, énergie démente et sarcasmes bien sentis ».
En 2011, Rolling Stone le place 30e de son classement des 100 meilleurs albums des années 1990, expliquant que c'est grâce « aux guitares rapides, à la batterie bondissante et aux fausses intonations anglaises que ces morveux de la baie de San Francisco ont gagné le cœur de l'Amérique ». L'année suivante, le NME en fait son favori de la discographie de Green Day et évoque un album « excellent d'un bout à l'autre ». En 2014, vingt ans après sa sortie, Rolling Stone le considère comme le meilleur des « 40 albums de la meilleure année de musique alternative (1994) » devant The Downward Spiral de Nine Inch Nails et Weezer du groupe homonyme, rappelant que « si Pearl Jam était trop homérique pour nous, Nirvana trop oblique et si notre adolescence tournait à l'ennui, ces sales gosses étaient là pour mettre un peu de piment dans nos vies ». La même année, Loudwire le met en tête de ses 10 meilleurs albums de hard rock de 1994, expliquant que « même si le grunge a été prépondérant à la radio, il est difficile de nier l'impact de cet album de Green Day », et ajoute qu'il « a influencé une nouvelle génération de groupes pop-punk ». L'année suivante, Kerrang! en fait son 2e meilleur album de pop-punk de tous les temps. En 2016, le NME place Dookie en 18e position de ses albums de l'année 1994, Welcome to Paradise occupant la 50e place du classement équivalent pour les chansons. Rolling Stone le met 18e de ses 40 meilleurs albums punk de tous les temps. Fin 2017, le périodique le classe de nouveau en tête des 50 meilleurs albums de pop-punk, estimant qu'« après plusieurs années dominées par le grunge, c'est une bouffée d'air frais ».

## Fiche technique

### Liste des chansons
Toutes les paroles sont écrites par Billie Joe Armstrong sauf mention contraire, toute la musique est composée par Green Day.
| 1.  | Burnout                      |            | 2:07 |
| 2.  | Having a Blast               |            | 2:44 |
| 3.  | Chump                        |            | 2:54 |
| 4.  | Longview                     |            | 3:59 |
| 5.  | Welcome to Paradise          |            | 3:44 |
| 6.  | Pulling Teeth                |            | 2:30 |
| 7.  | Basket Case                  |            | 3:03 |
| 8.  | She                          |            | 2:14 |
| 9.  | Sassafras Roots              |            | 2:37 |
| 10. | When I Come Around           |            | 2:58 |
| 11. | Coming Clean                 |            | 1:34 |
| 12. | Emenius Sleepus              | Mike Dirnt | 1:43 |
| 13. | In the End                   |            | 1:46 |
| 14. | F.O.D.                       |            | 2:49 |
| 15. | All by Myself (piste cachée) | Tré Cool   | 1:37 |

### Crédits
| - Billie Joe Armstrong : chant, guitare - Mike Dirnt : basse, chœurs - Tré Cool : batterie, chant et guitare (sur All by Myself) | - Rob Cavallo et Green Day : producteurs - Neill King : ingénieur du son - Casey McCrankin : ingénieur du son additionnel - Jerry Finn, Green Day, Rob Cavallo : mixage - Richie Bucher : design pochette - Ken Schles : photographie |

### Ouvrages
- (en) Kjersti Egerdahl, Green Day: A Musical Biography, ABC-CLIO, 2010, 174 p. (ISBN 0313365970)

1. ↑  Egerdahl 2010, p. 46
2. 1 2  Egerdahl 2010, p. 47
3. ↑  Egerdahl 2010, p. 53-54
4. ↑  Egerdahl 2010, p. 56
5. ↑  Egerdahl 2010, p. 57
6. ↑  Egerdahl 2010, p. 58
7. ↑  Egerdahl 2010, p. 61

- (en) Gillian Gaar, Green Day: Rebels With a Cause, Omnibus Press, 2009, 296 p. (ISBN 085712059X)

1. ↑  Gaar 2009, p. 79
2. ↑  Gaar 2009, p. 80
3. 1 2 3 4 5 6 7  Gaar 2009, p. 85-86
4. 1 2 3 4 5  Gaar 2009, p. 93-94
5. ↑  Gaar 2009, p. 88
6. ↑  Gaar 2009, p. 84

- (en) Ben Myers, Green Day - American Idiots & The New Punk Explosion, Independant Music Press, 2005, 208 p. (ISBN 0953994295)

1. 1 2 3 4 5  Myers 2005, p. 80-83
2. 1 2  Myers 2005, p. 85
3. 1 2 3  Myers 2005, p. 93-97
4. ↑  Myers 2005, p. 98
5. ↑  Myers 2005, p. 111
6. 1 2 3  Myers 2005, p. 100
7. ↑  Myers 2005, p. 99
8. 1 2  Myers 2005, p. 103

- (en) Marc Spitz, Nobody Likes You: Inside the Turbulent Life, Times, and Music of Green Day, Hachette Books, 2006, 224 p. (ISBN 1401309127)

1. ↑  Spitz 2006, p. 26
2. 1 2  Spitz 2006, p. 54-60
3. ↑  Spitz 2006, p. 63-64
4. ↑  Spitz 2006, p. 75-77
5. ↑  Spitz 2006, p. 80-81
6. ↑  Spitz 2006, p. 85-91
7. 1 2  Spitz 2006, p. 96
8. 1 2  Spitz 2006, p. 95
9. 1 2  Spitz 2006, p. 101-105
10. ↑  Spitz 2006, p. 97
11. 1 2 3 4 5 6 7 8 9  Spitz 2006, p. 113
12. 1 2 3 4 5 6 7 8 9  Spitz 2006, p. 110-112
13. 1 2  Spitz 2006, p. 114-118
14. 1 2  Spitz 2006, p. 119-120
15. 1 2 3 4 5 6 7 8  Spitz 2006, p. 129-135
16. 1 2  Spitz 2006, p. 125-126
17. ↑  Spitz 2006, p. 123
18. ↑  Spitz 2006, p. 127
19. ↑  Spitz 2006, p. 135

Autres ouvrages
1. ↑  (es) Fernando Salaverri, Sólo éxitos: año a año : 1959-2002, Iberautor Promociones Culturales, 2005 (ISBN 8480486392), p. 939
2. ↑  Robert Dimery, Les 1001 albums qu'il faut avoir écoutés dans sa vie, Flammarion, 2006 (ISBN 2-0820-1539-4), p. 751
3. ↑  Gilles Verlant et Thomas Caussé, La Discothèque parfaite de l'odyssée du rock, Presses de la Cité, 2009 (ISBN 2-2580-8007-X), p. 262

### Articles de presse
1. ↑  (en) « What Happened Next », Guitar Legends,‎ septembre 2006, p. 8
2. ↑  (en) Adam Chandler, « Green Day's Album 'Dookie' Is 20 Years Old Today », The Atlantic,‎ 1er février 2014 (lire en ligne)
3. ↑  (en) « Hits of the World - Spain », Billboard,‎ 13 mai 1995, p. 68
4. ↑  (en) Karl Coryat, « Green Day's Mike Dirnt », Bass Player Magazine,‎ novembre 1994, p. 9
5. ↑  (en) « 51 Greatest Pop Punk Albums Ever », Kerrang!, no 1586,‎ 16 septembre 2015, p. 18–25

### Autres sources
1. 1 2 3  Émission Behind the Music sur VH1, épisode 208, 2001
2. 1 2  Émission Ultimate Albums sur VH1, diffusée le 17 mars 2002
3. 1 2 3 4 5 6 7 8  (en) « 'Dookie' at 20: Billie Joe Armstrong on Green Day's Punk Blockbuster - Rolling Stone », sur rollingstone.com (consulté le 15 mars 2018)
4. 1 2 3  (en) « Billie Joe: Confessions of a Basket Case », sur vh1.com (version du 9 août 2002 sur Internet Archive)
5. 1 2  (en) « Green Day - Billboard 200 », Billboard (consulté le 4 octobre 2012)
6. 1 2  (en) Australian-charts.com – Green Day – Dookie. ARIA Top 50 album. Hung Medien.
7. 1 2  (en) « RPM 100 Albums 23 janvier 1995 », sur collectionscanada.gc.ca (consulté le 4 octobre 2012)
8. 1 2  (en) Charts.org.nz – Green Day – Dookie. RIANZ. Hung Medien.
9. 1 2  (de) Charts.de – Green Day – Dookie. GfK Entertainment. PhonoNet GmbH.
10. 1 2  (fi) Finnishcharts.com – Green Day – Dookie. Suomen virallinen lista. Hung Medien.
11. 1 2  (en) Norwegiancharts.com – Green Day – Dookie. VG-lista. Hung Medien.
12. 1 2  (nl) Dutchcharts.nl – Green Day – Dookie. Mega Album Top 100. Hung Medien.
13. 1 2  (en) Swedishcharts.com – Green Day – Dookie. Sverigetopplistan. Hung Medien.
14. 1 2  (en) Swisscharts.com – Green Day – Dookie. Schweizer Hitparade. Hung Medien.
15. 1 2  (en) Official Albums Chart Top 100. UK Albums Chart. The Official Charts Company.
16. 1 2  « Détails Albums Green Day », sur infodisc.fr (consulté le 4 octobre 2012)
17. 1 2 3  (en) « Searchable Database - Dookie », RIAA (consulté le 4 octobre 2012)
18. ↑  (en) « VMA 1994 - MTV Video Music Awards - MTV », sur mtv.com (consulté le 31 mars 2018)
19. ↑  (en) « MTV VMAs 1994 - MTV Video Music Awards 1994 », sur awardsandshows.com (consulté le 31 mars 2018)
20. ↑  (en) « Rocklist.net....Rolling Stone (USA) End Of Year Lists.. », sur rocklistmusic.co.uk (version du 28 juin 2011 sur Internet Archive)
21. ↑  (en) « 37th Annual GRAMMY Awards », sur grammy.com (consulté le 1er mars 2018)
22. ↑  (en) « Rock On The Net: 37th Annual Grammy Awards - 1995 », sur rockonthenet.com (consulté le 1er mars 2018)
23. 1 2  (en) « Gold Platinum Database - Green Day », sur musiccanada.com (consulté le 4 octobre 2012)
24. 1 2  (en) « ARIA Charts - Accreditations - 2011 Albums », Australian Recording Industry Association (consulté le 4 octobre 2012)
25. 1 2  (en) « 2005 Certification Awards Multi Platinum », sur irishcharts.ie (consulté le 5 mars 2013)
26. 1 2  (en) « Cerified Awards Search - Green Day », BPI (consulté le 4 octobre 2012)
27. 1 2  « Certifications Albums Or - année 1998 », Syndicat national de l'édition phonographique (consulté le 4 octobre 2012)
28. 1 2  (en) Stephen Thomas Erlewine, « Dookie - Green Day », AllMusic (consulté le 4 octobre 2012)
29. 1 2  (en) Paul Evans, « Dookie Review », Rolling Stone (consulté le 4 octobre 2012)
30. 1 2  (en) « Green Day - Dookie (album review 10) », Sputnikmusic (consulté le 28 novembre 2013)
31. 1 2  (en) Jon Pareles, « The Pop Life », The New York Times (consulté le 4 octobre 2012)
32. 1 2  Christophe Deniau, « Chronique Dookie », Music Story (consulté le 4 octobre 2012)
33. 1 2  « Chronique Dookie », sur albumrock.net (consulté le 4 octobre 2012)
34. 1 2  « Chronique Dookie », sur nightfall.fr (consulté le 4 octobre 2012)
35. 1 2  (en) « Robert Christgau: CG: green day », sur robertchristgau.com (consulté le 2 mars 2018)
36. 1 2  (en) « BBC - Music - Review of Green Day - Dookie », sur bbc.co.uk (consulté le 2 mars 2018)
37. ↑  (en) « Green Day's 'Dookie' at 20: Classic Track-By-Track Review », sur billboard.com (consulté le 12 mars 2018)
38. 1 2  (en) Jesse Raub, « Green Day Dookie », sur altpress.com (consulté le 12 mars 2018)
39. 1 2  (en) « 25 Seminal Albums From 1994 – And What NME Said At The Time », sur nme.com (consulté le 12 mars 2018)
40. 1 2  (en) Marc Hogan, « Green Day Dookie », sur pitchfork.com (consulté le 12 mars 2018)
41. ↑  (de) Austriancharts.at – Green Day – Dookie. Ö3 Austria Top 40. Hung Medien.
42. ↑  (nl) Ultratop.be – Green Day – Dookie. Ultratop 200 albums. Ultratop et Hung Medien / hitparade.ch.
43. ↑  Ultratop.be – Green Day – Dookie. Ultratop 200 albums. Ultratop et Hung Medien / hitparade.ch.
44. ↑  « Official Rock & Metal Albums Chart Top 40 12 February 1995 - 18 February 1995 », sur officialcharts.com (consulté le 16 mai 2021)
45. ↑  (de) « Gold-/Platin-Datenbank - Green Day », sur musikindustrie.de (consulté le 4 octobre 2012)
46. ↑  (es) « Disco de oro y platino », sur capif.org.ar (version du 6 juillet 2011 sur Internet Archive)
47. ↑  (de) « Gold & Platin - Green Day », sur ifpi.at (consulté le 5 mars 2013)
48. ↑  (en) « Gold and Platinum Certifications Albums 1995 », sur ultratop.be (consulté le 15 décembre 2018)
49. ↑  (pt) « Certificados - Green Day », sur abpd.org.br (consulté le 5 mars 2013)
50. ↑  (fi) « Tilastot - Green Day », sur ifpi.fi (consulté le 5 mars 2013)
51. ↑  (it) « Certificazione Album - Green Day », sur fimi.it (consulté le 24 janvier 2015)
52. ↑  (ja) « Gold Disc Certification », sur riaj.or.jp, mai 1997 (consulté le 29 avril 2019)
53. ↑  (en) « NZ Top 40 Albums », RMNZ (consulté le 4 mars 2017)
54. ↑  (pl) « Zlote CD », sur zpav.pl (consulté le 5 mars 2013)
55. ↑  (sv) « Guld- och Platinacertifikat − År 1987−1998 », sur ifpi.se (consulté le 24 janvier 2015)
56. ↑  (en) « Awards Database - Green Day », sur swisscharts.com (consulté le 5 mars 2013)
57. 1 2  (en) AJ Ramirez, « All About 'Dookie': "Burnout" », sur popmatters.com (consulté le 19 mars 2018)
58. ↑  (en) AJ Ramirez, « All About 'Dookie': "Having a Blast" », sur popmatters.com (consulté le 19 mars 2018)
59. ↑  (en) AJ Ramirez, « All About 'Dookie': "Chump" », sur popmatters.com (consulté le 19 mars 2018)
60. 1 2  (en) AJ Ramirez, « All About 'Dookie': "Longview" », sur popmatters.com (consulté le 19 mars 2018)
61. ↑  (en) AJ Ramirez, « All About 'Dookie': "Welcome to Paradise" », sur popmatters.com (consulté le 19 mars 2018)
62. ↑  (en) AJ Ramirez, « All About 'Dookie': "Basket Case" », sur popmatters.com (consulté le 19 mars 2018)
63. ↑  (en) AJ Ramirez, « All About 'Dookie': "She" », sur popmatters.com (consulté le 19 mars 2018)
64. ↑  (en) AJ Ramirez, « All About 'Dookie': "Sassafras Roots" », sur popmatters.com (consulté le 19 mars 2018)
65. ↑  (en) AJ Ramirez, « All About 'Dookie': "When I Come Around" », sur popmatters.com (consulté le 19 mars 2018)
66. ↑  (en) AJ Ramirez, « All About 'Dookie': "Coming Clean" », sur popmatters.com (consulté le 19 mars 2018)
67. ↑  (en) AJ Ramirez, « All About 'Dookie': "In the End" », sur popmatters.com (consulté le 19 mars 2018)
68. 1 2  (en) AJ Ramirez, « All About 'Dookie': "F.O.D. and All by Myself" », sur popmatters.com (consulté le 19 mars 2018)
69. 1 2  (en) Joe D'Angelo, « How Green Day's Dookie Fertilized a Punk-Rock Revival », sur mtv.com (consulté le 2 mars 2018)
70. ↑  (en) Richard Bienstock, « The Offspring's 'Smash': The Little Punk LP That Defeated the Majors », Rolling Stone (consulté le 2 mars 2018)
71. 1 2 3  (en) « How Green Day’s ‘Dookie’ Defined the 1990s and Changed Music Forever », sur thedailybeast.com (consulté le 12 mars 2018)
72. 1 2  (en) « 10 Albums That Wouldn't Exist Without Green Day's 'Dookie' - NME », sur nme.com (consulté le 12 mars 2018)
73. 1 2  (en) « Green Day – Rank The Albums - NME », sur nme.com (consulté le 5 mars 2018)
74. ↑  (en) « Rocklist.net...Kerrang! Page 2... », sur rocklistmusic.co.uk (consulté le 5 mars 2018)
75. 1 2  (en) « Spin LIsts », sur rocklistmusic.co.uk (version du 2 octobre 2007 sur Internet Archive)
76. 1 2  (en) « Rolling Stone Lists - Main Page », sur rocklistmusic.co.uk (version du 27 septembre 2007 sur Internet Archive)
77. ↑  (en) « Ultimate Albums - Episode Guide - TV.com », sur tv.com (consulté le 5 mars 2018)
78. ↑  (en) « Green Day, 'Dookie' », sur rollingstone.com (consulté le 5 mars 2018)
79. ↑  (en) « Spin 100 Greatest Albums, 1985-2005 », sur spin100.blogspot.fr (consulté le 5 mars 2018)
80. ↑  (en) « The Definitive 200 », sur definitive200.com (version du 13 août 2007 sur Internet Archive)
81. ↑  (en) « Consequence of Sound’s Top 100 Albums Ever », sur consequenceofsound.net (consulté le 5 mars 2018)
82. ↑  (en) « The Old Acclaimed Music Forum », sur bravenet.com (consulté le 5 mars 2018)
83. ↑  (en) « Green Day, 'Dookie' », sur rollingstone.com (consulté le 5 mars 2018)
84. ↑  (en) « Green Day, 'Dookie' », sur rollingstone.com (consulté le 5 mars 2018)
85. ↑  (en) « 10 Best Hard Rock Albums of 1994 », sur loudwire.com (consulté le 5 mars 2018)
86. ↑  (en) « 1994 - NME », sur nme.com (consulté le 5 mars 2018)
87. ↑  (en) « 40 Greatest Punk Albums of All Time », sur rollingstone.com (consulté le 5 mars 2018)
88. ↑  (en) « Green Day, 'Dookie' (1994) », sur rollingstone.com (consulté le 5 mars 2018)